# Коккинакис, Танаси
Атанасиос «Танаси» Коккинакис (англ. Athanasios "Thanasi" Kokkinakis; род. 10 апреля 1996, Аделаида) — австралийский теннисист; победитель одного турнира Большого шлема в парном разряде (Открытый чемпионат Австралии-2022); победитель четырёх турниров ATP (из них один в одиночном разряде); финалист Кубка Дэвиса (2022).
В юниорах: финалист двух юниорских турниров Большого шлема в одиночном разряде (Открытый чемпионат Австралии, Открытый чемпионат США-2013); бывшая десятая ракетка мира в юниорском рейтинге.

## Общая информация
Один из двух сыновей Тревора и Вулы Коккинакисов; его брата зовут Панайоти. Родители с детства приучали своих детей к спорту, и если Танаси заинтересовался и стал показывать неплохие результаты в теннисе, где впервые попробовал себя в восемь лет, то Панайоти стал игроком в австралийский футбол.
Любимые покрытия Танаси — хард и грунт, лучшие удары — форхенд и выполнение подачи.

## Спортивная карьера

### Начало карьеры

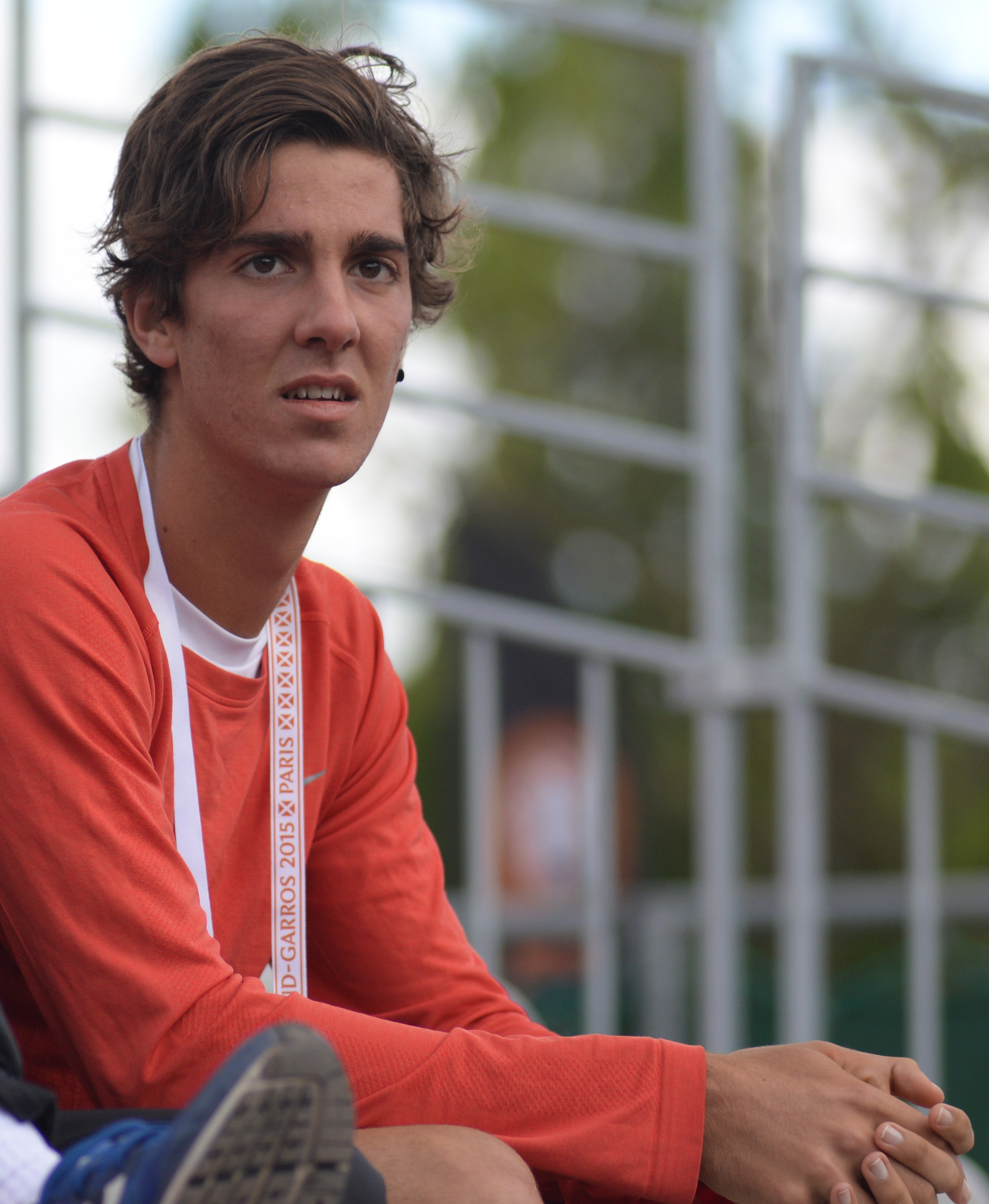
2015 год

На юниорском уровне Коккинакис выиграл в 2013 году Уимблдонский турнир в юношеском парном разряде (с Ником Кирьосом). Также в 2013 году он дважды выходил в финал юниорского Большого шлема в одиночном разряде — на Открытом чемпионате Австралии и Открытом чемпионате США. В январе 2013 года в паре с Кирьосом он сыграл на Австралийском чемпионате и в мужском парном разряде, совершив дебют в Мировом туре АТП. Также в парах он выиграл первый титул на взрослом уровне октябре 2013 года на турнире серии «челленджер» в Мельбурне.
В феврале 2014 года Танаси сыграл первый матч за сборную Австралии в Кубке Дэвиса. В июле того же года в дуэте с Денисом Кудлой он выиграл «челленджер» в Уиннетке в парном разряде. В июле на «фьючерсе» в Канаде он выиграл первый взрослый трофей в одиночках. В марте 2015 года Коккинакис неплохо выступил на Мастерсе в Индиан-Уэллсе, пройдя в стадию четвёртого раунда. В мае того же года теннисист из Австралии впервые поднялся в топ-100 мирового одиночного рейтинга и одержал победу на «челленджере» в Бордо. На Открытом чемпионате Франции Танаси впервые вышел в третий раунд Большого шлема и после этого в одиночном рейтинге достиг самой высокой в карьере — 69-й позиции. В течение того сезона он выступал за сборную в Кубке Дэвиса и помог австралийцам добраться до полуфинала.
Первую половину сезона 2016 года Коккинакис пропустил из-за травмы левого плеча. Возвращение на корт произошло уже в августе на Олимпийских играх в Рио-де-Жанейро, но Танаси в первом же матче проиграл Гаштану Элиашу. Этот матч стал единственным для него в 2016 году, так как он получил новую травму. Вновь Коккинакис вернулся в январе 2017 года и с ходу смог выиграть турнир в Брисбене в парном разряде (совместно с Джордан Томпсоном. Титул стал дебютным для 20-летнего представителя Австралии в Мировом туре. После парной победы в Брисбене он вновь пропускает много турниров из-за травмы и возвращается в тур только в мае. В июне он впервые смог обыграть теннисиста из топ-10, победив в первом раунде турнира в Лондоне шестую ракетку мира Милоша Раонича (7-6(5), 7-6(8)). В начале августа Коккинакис вышел в свой первый одиночный финал АТП на турнире в Кабо-Сан-Лукасе. В нём он проиграл борьбу за главный приз Сэму Куэрри со счётом 3-6, 6-3, 2-6.

### 2018—2021 (травмы и возвращение формы)

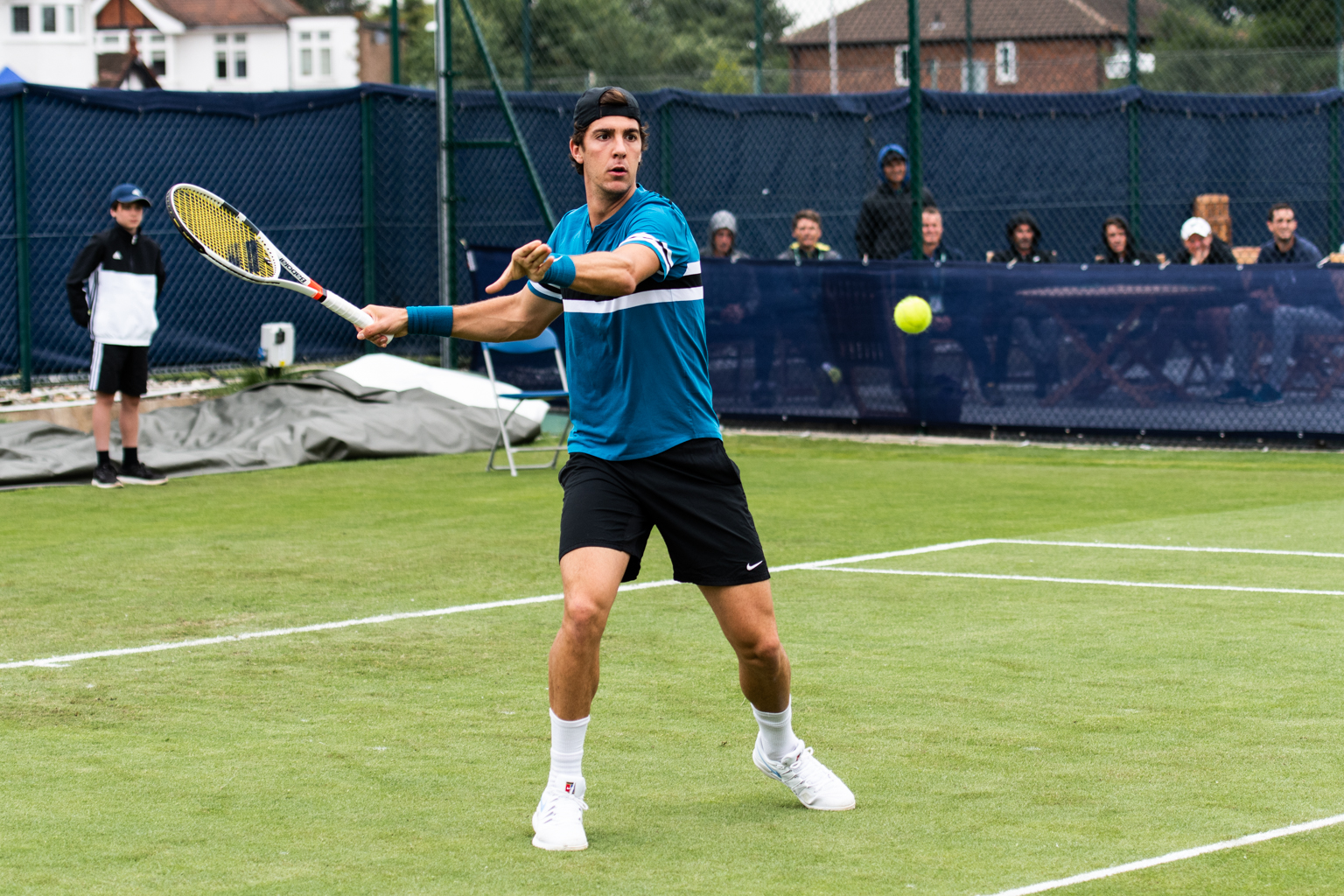
На «челленджере» в Сербитоне 2018 года

В марте 2018 года Коккинакис, начавший Мастерс в Майами с квалификации, сотворил сенсацию, обыграв во втором раунде первую ракетку мира Роджера Федерера — 3-6, 6-3, 7-6(4). На момент победы Танаси занимал 175-ю строчку в рейтинге. В грунтовой части сезона сыграл лишь два раза и не смог попасть на Открытый чемпионат Франции, проиграв в квалификации. В отборе на Уимблдонский турнир проиграл в финале квалификации. В августе в паре с Тейлором Фрицом был достигнут финал в Кабо-Сан-Лукасе. Затем он выиграл «челленджер» в Аптосе (США) в обоих разрядах, где в одиночном финале в двух сетах сломил сопротивление Ллойда Харриса. В октябре удалось победить ещё на одном «челленджере» в Лас Вегасе (США), где в финале он превзошёл словенца Блажа Ролу.
2019 год Коккинакис вновь провёл за пределами первой сотни и причиной этого стали в том числе пропуски турниров из-за травм. В начале года он прошёл квалификационный отбор на Открытый чемпионат Австралии, но в первом же раунде основной сетки не доиграл матч против Таро Даниэля и снялся с турнира. После этого до июля он сыграл лишь один матч в одиночках. Получив уайлд-кард на турнир в Кабо-Сан-Лукасе Танаси выиграл в основном туре первые одиночные матчи с марта 2018 года и прошёл в четвертьфинал. На Открытом чемпионате США вышел во второй раунд, но не сыграл против Рафаэля Надаля вследствие травмы плеча. В сентябре Коккинакис сыграл в финале «челленджера» в США и больше не выступал в сезоне.
Сезон 2020 года Коккинакис пропустил полностью и скатился в рейтинге в третью сотню. В феврале 2021 года он получил уайлд-кард на Открытый чемпионат Австралии, где прошёл во второй раунд и навязал борьбу Стефаносу Циципасу, которому потребовалось для победы над Танаси сыграть все пять сетов. Из-за низкого рейтинга пришлось чаще играть на «челленджерах» и в мае он выиграл один из них на грунте в Италии. Попытки квалифицироваться на оставшиеся в сезоне Большие шлемы заканчивались неудачей. В начале октября он сыграл в финале «челленджера» в Румынии.

### 2022—2023 (первый одиночный титул в туре и победа на Большом шлеме в Австралии в парах)
В начале 2022 года Коккинакис смог набрать отличную форму. На первом своём турнире в сезоне в Аделаиде он достиг полуфинала. Получив ещё один уайлд-кард на следующем соревновании в Аделаиде он выиграл первый в карьере турнир ATP в одиночном разряде В четырёх из пяти матчей победил в трёх сетах, а 7 из 14 сетов Коккинакиса на турнире завершились тай-брейками, в четырёх из которых он одерживал победу. Среди тех, кого удалось обыграть (во втором раунде), оказался шестой в мире Андрей Рублёв. На Открытом чемпионате Австралии 2022 года он проиграл в первом же раунде Яннику Ганфману, зато в мужском парном разряде Коккинакис вместе с Ником Кирьосом сумели сенсационно выиграть титул. Кирьос и Коккинакис получили уайлд-кард и уже во втором круге обыграли первую сеянную пару Никола Мектич и Мате Павич. Затем Коккинакис с партнёром переиграли 15-ю, 6-ю и 3-ю сеянные пары, а в финале победили в первом полностью австралийском финале турнира с 1980 года Макса Пёрселла и Мэттью Эбдена. Кирьос и Коккинакис стали первой полностью австралийской парой, выигравшей турнир в XXI веке, а также первой парой в истории тенниса, получившей уайлд-кард и выигравшей турнир серии Большого шлема. Для Коккинакиса этот титул стал всего лишь вторым в парном разряде на уровне ATP. На взрослых турнирах Большого шлема в парном разряде Коккинакис ранее никогда не проходил далее третьего круга.
| Стадия  | Соперники (посев)                      | Рейтинг     | Счёт        |
| 1 раунд | Алекс Болт Джеймс Маккейб (WC)         | 735 / 1 204 | 6-4 6-2     |
| 2 раунд | Никола Мектич Мате Павич (1)           | 2 / 1       | 7-6(8) 6-3  |
| 3 раунд | Ариэль Беар Гонсало Эскобар (15)       | 47 / 39     | 6-4 4-6 6-4 |
| 1/4     | Майкл Винус Тим Пютц (6)               | 15 / 18     | 7-5 3-6 6-3 |
| 1/2     | Марсель Гранольерс Орасио Себальос (3) | 7 / 6       | 7-6(4) 6-4  |
| Финал   | Макс Пёрселл Мэттью Эбден              | 34 / 55     | 7-5 6-4     |

7 февраля 2022 года Коккинакис впервые за 6 лет вошёл в топ-100 мирового рейтинга в одиночном разряде. В марте на Мастерсе в Майами, удалось выиграть пять матче подряд (с учётом квалификации) и выйти в четвёртый раунд. В мае перед Ролан Гаррос вышел в четвертьфинал турнира в Женеве, а на самом Большом шлеме в Париже выбыл в пером раунде. На Уимблдоне Коккинакис впервые вышел во второй раунд, где в сухую по сетам проиграл Новаку Джоковичу. В июле поднялся на 69-е место, повторив свой лучший результат в карьере, установленный в 2015 году. В том же месяце в паре с Кирьосом выиграл турнир ATP 250 в Атланте. На Открытом чемпионате США Коккинакис и Кирьос сыграли против друг друга в первом раунде и победу одержал Кирьос.
В концовке сезона Коккинакис и Кирьос сыграли на Итоговом турнире в парном разряде, где выиграли один матч из трёх и не вышли из группы. Коккинакис сыграл за сборную в финале Кубка Дэвиса, где австралийцы проиграли сборной Канаде. Завершил год на 15-й строчке парного рейтинга и впервые с 2015 года в топ-100 одиночного рейтинга.
В январе 2023 года на одном из турниров в Аделаиде Коккинакис смог доиграть до полуфинала. На Открытом чемпионате Австралии во втором раунде в сложном пятисетовом матче проиграл британцу Энди Маррею. В феврале ему удалось победить на «челленджере» в Бахрейне. Получив уайлд-кард на Ролан Гаррос Коккинакис во второй раз в карьере сыграл здесь в третьем раунде.

## Рейтинг на конец года
| Год  | Одиночный рейтинг | Парный рейтинг |
| 2024 | 77                | 453            |
| 2023 | 65                | 337            |
| 2022 | 93                | 15             |
| 2021 | 171               | 433            |
| 2020 | 260               | 1012           |
| 2019 | 199               | 958            |
| 2018 | 146               | 198            |
| 2017 | 209               | 178            |
| 2015 | 80                | 168            |
| 2014 | 150               | 333            |
| 2013 | 628               | 492            |
| 2012 | 756               | 873            |
| 2011 | 1618              |                |

По данным официального сайта ATP на последнюю неделю года.

## Выступления на турнирах

### Финалы турниров ATP в одиночном разряде (2)

#### Победы (1)
| Легенда                       |
| ----------------------------- |
| Турниры Большого шлема (0+1)* |
| Итоговый турнир ATP (0)       |
| ATP Мастерс 1000 (0)          |
| АТР 500 (0)                   |
| АТР 250 (1+2)                 |

| Титулы по покрытиям | Титулы по месту проведения матчей турнира |
| ------------------- | ----------------------------------------- |
| Хард (1+3)*         | Зал (0)                                   |
| Грунт (0)           | Зал (0)                                   |
| Трава (0)           | Открытый воздух (1+3)                     |
| Ковёр (0)           | Открытый воздух (1+3)                     |

* количество побед в одиночном разряде + количество побед в парном разряде.
| №  | Дата           | Турнир                   | Покрытие | Соперник в финале | Счёт              |
| 1. | 15 января 2022 | Аделаида (II), Австралия | Хард     | Артур Риндеркнех  | 6-7(6) 7-6(5) 6-3 |

#### Поражения (1)
| №  | Дата           | Турнир                  | Покрытие | Соперник в финале | Счёт        |
| 1. | 5 августа 2017 | Кабо-Сан-Лукас, Мексика | Хард     | Сэм Куэрри        | 3-6 6-3 2-6 |

### Финалы челленджеров и фьючерсов в одиночном разряде (8)

#### Победы (6)
| Условные обозначения |
| Челленджеры (5+3)*   |
| Фьючерсы (1)         |

| Титулы по покрытиям | Титулы по месту проведения матчей турнира |
| ------------------- | ----------------------------------------- |
| Хард (4+3)*         | Зал (0)                                   |
| Грунт (2)           | Зал (0)                                   |
| Трава (0)           | Открытый воздух (6+3)                     |
| Ковёр (0)           | Открытый воздух (6+3)                     |

* количество побед в одиночном разряде + количество побед в парном разряде.
| №  | Дата            | Турнир           | Покрытие | Соперник в финале | Счёт           |
| 1. | 13 июля 2014    | Саскатун, Канада | Хард     | Фриц Волмаранс    | 7-6(4) 7-6(3)  |
| 2. | 17 мая 2015     | Бордо, Франция   | Грунт    | Тимо де Баккер    | 6-4 1-6 7-6(5) |
| 3. | 12 августа 2018 | Аптос, США       | Хард     | Ллойд Харрис      | 6-2 6-3        |
| 4. | 28 октября 2018 | Лас-Вегас, США   | Хард     | Блаж Рола         | 6-4 6-4        |
| 5. | 23 мая 2021     | Биелла, Италия   | Грунт    | Энцо Куако        | 6-3 6-4        |
| 6. | 19 февраля 2023 | Манама, Бахрейн  | Хард     | Абедалла Шелбайх  | 6-1 6-4        |

#### Поражения (2)
| №  | Дата             | Турнир         | Покрытие | Соперник в финале | Счёт           |
| 1. | 29 сентября 2019 | Тибьюрон, США  | Хард     | Томми Пол         | 5-7 7-6(3) 4-6 |
| 2. | 3 октября 2021   | Сибиу, Румыния | Грунт    | Стефано Травалья  | 6-7(4) 2-6     |

### Финалы турниров Большого шлема в парном разряде (1)

#### Победы (1)
| №  | Год  | Турнир                       | Покрытие | Партнёр    | Соперники в финале        | Счёт    |
| 1. | 2022 | Открытый чемпионат Австралии | Хард     | Ник Кирьос | Макс Пёрселл Мэттью Эбден | 7-5 6-4 |

### Финалы турнировATPв парном разряде (4)

#### Победы (3)
| №  | Дата           | Турнир                       | Покрытие | Партнёр         | Соперники в финале        | Счёт       |
| 1. | 8 января 2017  | Брисбен, Австралия           | Хард     | Джордан Томпсон | Сэм Куэрри Жиль Мюллер    | 7-6(7) 6-4 |
| 2. | 29 января 2022 | Открытый чемпионат Австралии | Хард     | Ник Кирьос      | Макс Пёрселл Мэттью Эбден | 7-5 6-4    |
| 3. | 31 июля 2022   | Атланта, США                 | Хард     | Ник Кирьос      | Джейсон Кублер Джон Пирс  | 7-6(4) 7-5 |

#### Поражения (1)
| №  | Дата           | Турнир                  | Покрытие | Партнёр     | Соперники в финале                         | Счёт    |
| 1. | 5 августа 2018 | Кабо-Сан-Лукас, Мексика | Хард     | Тейлор Фриц | Марсело Аревало Мигель Анхель Рейес Варела | 4-6 4-6 |

### Финалы челленджеров и фьючерсов в парном разряде (5)

#### Победы (3)
| №  | Дата            | Турнир              | Покрытие | Партнёр           | Соперники в финале          | Счёт           |
| 1. | 27 октября 2013 | Мельбурн, Австралия | Хард     | Бенджамин Митчелл | Алекс Болт Эндрю Уиттингтон | 6-3 6-2        |
| 2. | 5 июля 2014     | Уиннетка, США       | Хард     | Денис Кудла       | Эван Кинг Реймонд Сармьенто | 6-2 7-6(4)     |
| 3. | 12 августа 2018 | Аптос, США          | Хард     | Мэтт Рид          | Джонни О'Мара Джо Солсбери  | 6-2 4-6 [10-8] |

#### Поражения (2)
| №  | Дата         | Турнир                | Покрытие | Партнёр        | Соперники в финале           | Счёт              |
| 1. | 15 июня 2012 | Лития, Словения       | Грунт    | Даниэль Гарса  | Марк Зибер Стивен Монеке     | 2-6 6-2 [8-10]    |
| 2. | 14 июля 2012 | Кнокке-Хейст, Бельгия | Грунт    | Александр Блом | Оливер Голдинг Йорис де Лоре | 7-5 6-7(3) [7-10] |

### Финалы командных турниров (1)

#### Поражение (1)
| №  | Год  | Турнир       | Команда                                                                 | Соперник в финале                                 | Счёт |
| 1. | 2022 | Кубок Дэвиса | Австралия А. де Минор, Т. Коккинакис, М. Пёрселл, Дж. Томпсон, М. Эбден | Канада Ф. Оже-Альяссим, В. Поспишил, Д. Шаповалов | 0-2  |

## История выступлений на турнирах
По состоянию на 21 августа 2023 года
Для того, чтобы предотвратить неразбериху и удваивание счета, информация в этой таблице корректируется только по окончании турнира или по окончании участия там данного игрока.
| Турнир                       | 2013  | 2014  | 2015  | 2017  | 2018  | 2021  | 2022   | 2023  | Итог   | В/П за карьеру |
| ---------------------------- | ----- | ----- | ----- | ----- | ----- | ----- | ------ | ----- | ------ | -------------- |
| Турниры Большого шлема       |       |       |       |       |       |       |        |       |        |                |
| Открытый чемпионат Австралии | 1Р    | 1Р    | 1Р    | -     | 1Р    | 2Р    | П      | -     | 1 / 6  | 7-5            |
| Открытый чемпионат Франции   | -     | -     | 2Р    | -     | -     | -     | 3Р     | 1Р    | 0 / 3  | 3-3            |
| Уимблдонский турнир          | -     | -     | 3Р    | 2Р    | -     | -     | -      | -     | 0 / 2  | 3-2            |
| Открытый чемпионат США       | -     | -     | -     | -     | -     | -     | 3Р     |       | 0 / 1  | 2-1            |
| Итог                         | 0 / 1 | 0 / 1 | 0 / 3 | 0 / 1 | 0 / 1 | 0 / 1 | 1 / 3  | 0 / 1 | 1 / 12 |                |
| В/П в сезоне                 | 0-1   | 0-1   | 3-3   | 1-1   | 0-1   | 1-1   | 10-2   | 0-1   |        | 15-11          |
| Итоговые турниры             |       |       |       |       |       |       |        |       |        |                |
| Итоговый турнир ATP          | -     | -     | -     | -     | -     | -     | Группа |       | 0 / 1  | 1-2            |

К — проиграл в квалификационном турнире.